# Ganímedes raptat per l'àguila
Ganimedes raptat per l'àguila, també conegut com El rapte de Ganimedes (en italià,Ganimede e l'aquila) és un quadre del pintor italià Antonio Allegri da Correggio. Està realitzat en oli sobre llenç, i va ser pintat cap a 1531- 1532, trobant-se actualment al Museu d'Història de l'Art de Viena, Àustria. En aquesta obra, juntament amb Júpiter i Ió, Correggio arriba al cim de les seves possibilitats artístiques.

## Història
Aquesta pintura va ser pintada com a peça que acompanyava Júpiter i Ió, actualment també al museu de Viena. Els dos quadres, juntament amb una altra parella, la Dánae que es conserva a Roma i Leda amb el cigne de Viena, formen part d'un cicle de quatre teles executat per Correggio a partir de l'any 1530, amb el títol de «Els amors de Júpiter», encarregada per Frederic II Gonzaga per decorar la sala d'Ovidi al Palazzo Te de Màntua. No obstant això, van ser un regal per a l'Emperador Carles V i en conseqüència, el cicle va ser dispersat fora d'Itàlia.
Ganimedes era, segons la mitologia grega, un bell príncep troià, fill del mateix epònim Tros (o de Laomedont, segons les fonts). Ganimedes residia al mont Ida de la regió de Frígia, actual Turquia, adoptant la forma d'una àguila. A l'Olimp, Zeus va fer a Ganimedes seu amant i coper, suplantant Hebe.

## Descripció
Es representa el moment de l'ascens del bell jove Ganimedes, agafat per l'àguila. A la part inferior, hi ha un gos mirant, mentre que Ganimedes fixa la mirada en l'espectador. Tant aquest gos com les roques que estan formades per nombroses línies verticals, subratllant la idea de moviment ascendent. El format del quadre, estret i alt, és ideal per representar les imatges de moviment cap amunt.